# Santa María de Álamos
Santa María de Álamos är en ort i Mexiko.   Den ligger i kommunen Chapulhuacán och delstaten Hidalgo, i den sydöstra delen av landet, 190 km norr om huvudstaden Mexico City. Santa María de Álamos ligger 1 276 meter över havet och antalet invånare är 510.
Terrängen runt Santa María de Álamos är bergig åt sydost, men åt nordväst är den kuperad. Santa María de Álamos ligger uppe på en höjd. Runt Santa María de Álamos är det ganska tätbefolkat, med 83 invånare per kvadratkilometer. Närmaste större samhälle är Chapulhuacán, 7,3 km öster om Santa María de Álamos. I omgivningarna runt Santa María de Álamos växer huvudsakligen savannskog.